# Сборная Австрии по биатлону
Сборная Австрии по биатлону — представляет Австрию на международных турнирах по биатлону.
Наибольших успехов на международном уровне добивается благодаря мужской команде. Среди женщин на этапах Кубка мира Австрия постоянного представительства не имеет.

## Олимпийские игры
На Олимпийских играх 2002 года первую медаль (бронзовую) для Австрии завоевал Вольфганг Пернер в спринте. Ещё 5 раз Пернер, Людвиг Гредлер и Вольфганг Роттманн попадали в десятку. В эстафете Австрия заняла 6-е место — лучше только в 1988 году, когда было завоёвано 4-е место. 
На играх в Турине, в 2006 году, австрийские спортсмены были замешаны в допинговом скандале. В результате, Вольфганг Пернер и Вольфганг Роттманн были дисквалифицированы, а их результаты на этой Олимпиаде аннулированы. Оба спортсмена после этого завершили карьеру.
В 2010 году в Ванкувере Австрия завоевала 2 серебряные медали - в мужской гонке преследования вторым стал Кристоф Зуман, а также мужская сборная Австрии заняла 2 место в эстафетной гонке.
На Олимпийских играх 2014 года в Сочи Доминик Ландертингер занял 2 место в спринте, а в эстафете мужская сборная заняла на этот раз 3 место.
На Олимпиаде 2018 года единственную медаль в биатлоне для Австрии принёс Доминик Ландертингер, завоевав бронзу в индивидуальной гонке.

## Чемпионаты мира
Первую медаль чемпионата мира для Австрии завоевал Альфред Эдер в 1983 году, он стал бронзовым призёром в спринтерской гонке. Через год, в 1984 году, медаль того же достоинства и в той же дисциплине завоевала Андреа Гроссеггер, она стала первой и на данный момент единственной австрийской биатлонисткой, которая когда-либо поднималась на подиум чемпионата мира. В 2000 году, в индивидуальной гонке Вольфганг Роттманн и Людвиг Гредлер завоевали золотую и серебряную медали соответственно. В 2005 году чемпионат мира проходил в Австрии, там австрийские биатлонисты завоевали свою первую медаль в эстафете, они стали третьими.

### Таблица медалей
| Команда           | Золото | Серебро | Бронза | Всего |
| ----------------- | ------ | ------- | ------ | ----- |
| Австрия           | 1      | 1       | 6      | 8     |
| Австрия (Мужчины) | 1      | 1       | 5      | 7     |
| Австрия (Женщины) | -      | -       | 1      | 1     |

### Чемпионат мира 2009
Чемпионат мира прошёл в Южной Корее 13 по 23 февраля 2009 года. От Австрии на чемпионате выступит шесть мужчин и одна женщина.
Мужская команда в сезоне 2008/09 совершила качественный рывок, одержав 3 победы (2 из них в эстафете) и ещё 6 раз забравшись на подиум, на чемпионате мира её биатлонисты считаются фаворитами во всех гонках. Перед чемпионатом, по количеству подиумов в сезоне Австрия уступала только сборной Норвегии, опережая Россию и Германию.
За несколько недель до чемпионата стал известен состав сборной.
Мужская сборная:
- Кристоф Зуман
- Даниэль Мезотич
- Фридрих Пинтер
- Доминик Ландертингер
- Симон Эдер
- Тобиас Эберхард

Женская сборная:
- Айрис Вальдхубер